# Durgapur (upazila)
Pour les articles homonymes, voir Durgapur (homonymie).
Durgapur (en bengali : দূর্গাপুর) est une upazila du Bangladesh dans le district de Rajshahi. En 1991, on y dénombrait 137 640 habitants.